# Septimer

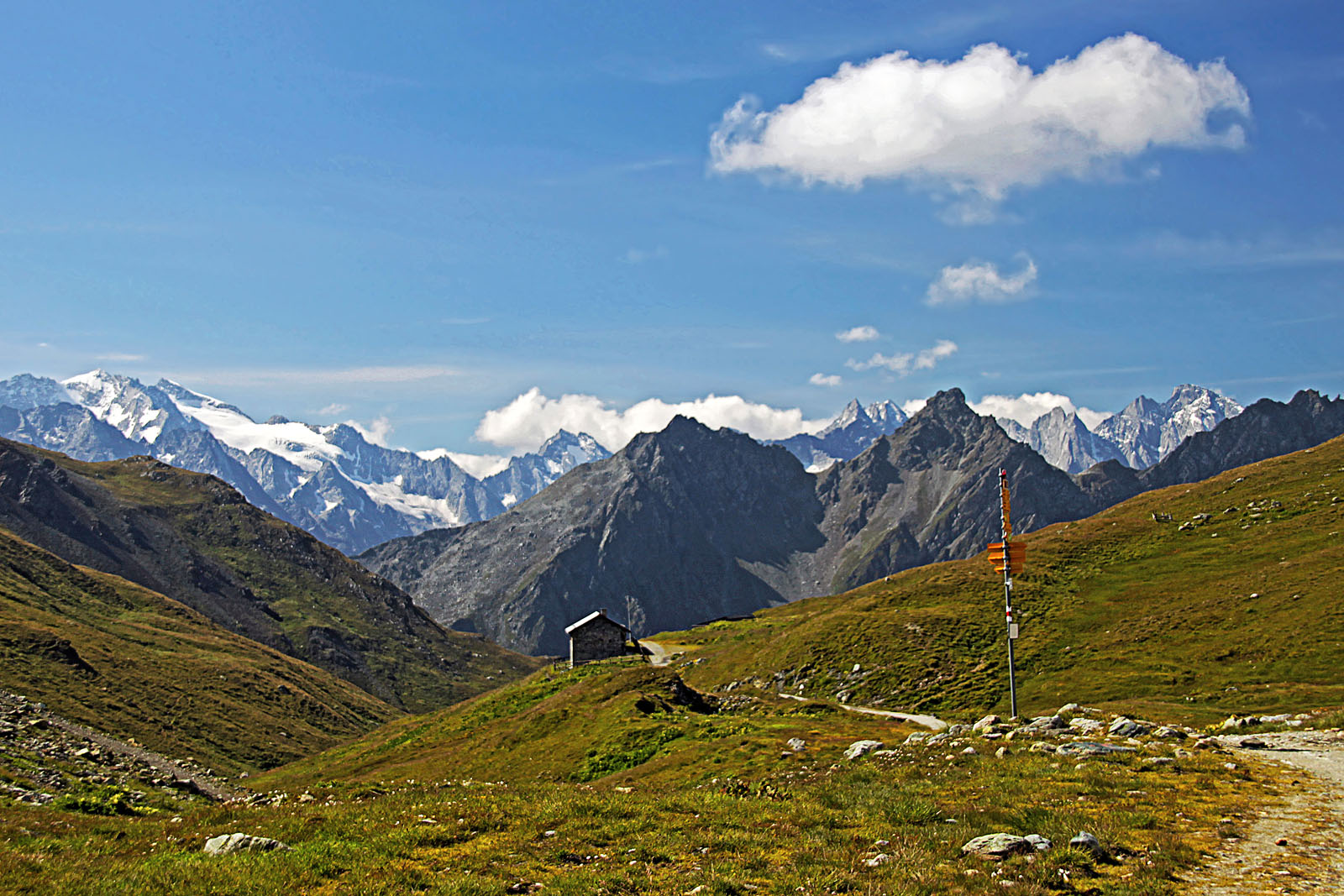
Der Blick nach Süden

Der Septimerpass ⓘ (rätoromanisch Pass da Settⓘ, italienisch Passo del Settimoⓘ) ist ein Alpenpass im Schweizer Kanton Graubünden. Mit einer Scheitelhöhe von 2310 m verbindet er die Täler Oberhalbstein (Nord) mit Bergell (Süd) und trennt die Oberhalbsteiner Alpen (West) von den Albula-Alpen (Ost).

## Lage und Erschliessung

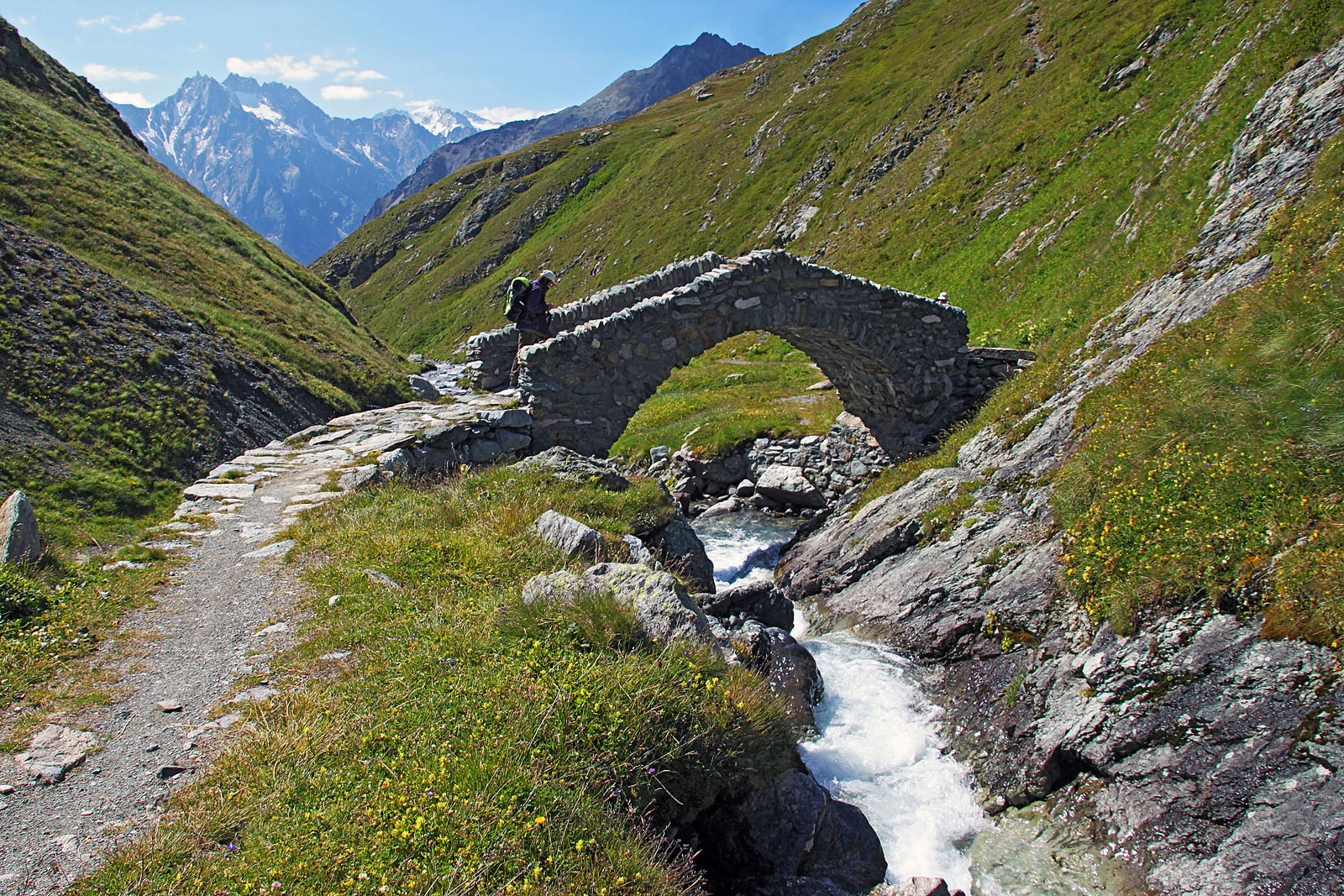
Südliche Route

Die Luftdistanz zu den Passfussorten beträgt sechs Kilometer bis Bivio (auf 1769 m gelegen) und vier Kilometer bis Casaccia (1458 m). Auf der Passhöhe verlaufen der Alpenhauptkamm und die Europäische Hauptwasserscheide zwischen den Einzugsgebieten von Rhein und Po. Vom Septimerpass aus lassen sich zwei weitere Pässe überschreiten: nach Westen die Forcellina (2672 m) ins Avers, nach Osten der Lunghinpass (2645 m) ins Oberengadin.
Der einstmals bedeutende mittelalterliche Handelsweg über den Pass ist heute in den Sommermonaten eine beliebte Route bei Wanderern und Mountainbikern. Das Gebiet von Bivio bis zur Passhöhe wird vor allem vom schweizerischen Militär als Schiess- und Übungsareal genutzt.

## Namensherkunft
Der Name des Passes ist als Septimus erstmals um 1035 erwähnt (Ekkehard IV., s. a. 895), die rätoromanische Form Set im späten 14. Jh. (angebliches Setmunt um 1210 bei Gottfried von Straßburg ist eine Konjektur von Hans Ferdinand Maßmann 1843).
Als deutschsprachige Form wird Septmer um 1500 fassbar. Volksetymologisch wurde der Name mit dem römischen Kaiser Septimius Severus in Verbindung gebracht (wie auch Julier mit Julius Cäsar), daneben auch mit unterschiedlichen Herleitungen aus dem Zahlwort „sieben“. Stampa kommt in seiner Studie zum Flurnamen (1954) zur Ansicht, dass mit grösserer Wahrscheinlichkeit eine Ableitung zu *seditare "sitzen, sich setzen", analog zu tessinerisch sèt "Bank, Steinbank", vorliege. Michiel de Vaan nimmt ein spätlateinisches/romanisches Saeptu Monte bzw. Monte Saeptu an, zu Deutsch „beschützter Bergpass“.

## Geschichte

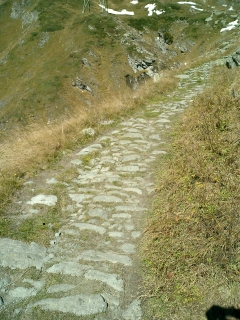
Historische Passstrasse an der Südseite

Der Pass wurde seit der Römerzeit begangen, trat aber an Wichtigkeit hinter dem weniger steilen und weniger lawinengefährdeten Julierpass zurück.
Bis in die 1930er-Jahre galt die Benutzung des Septimer in römischer Zeit als wahrscheinlich aber ungesichert; 1938 gelang H. Conrad der Nachweis durch Entdeckung eines Silberdenars aus dem Jahr 46 v. Chr. Die Strasse über den Septimer war in römischer Zeit allerdings wohl weniger gut ausgebaut als die über den Julier; und Simonett (2018) vermutet, dass man für den Warenverkehr mit beladenen Wagen den Julier wählte, für den Rückweg mit leeren Karren den kürzeren aber steileren Weg über den Septimer.

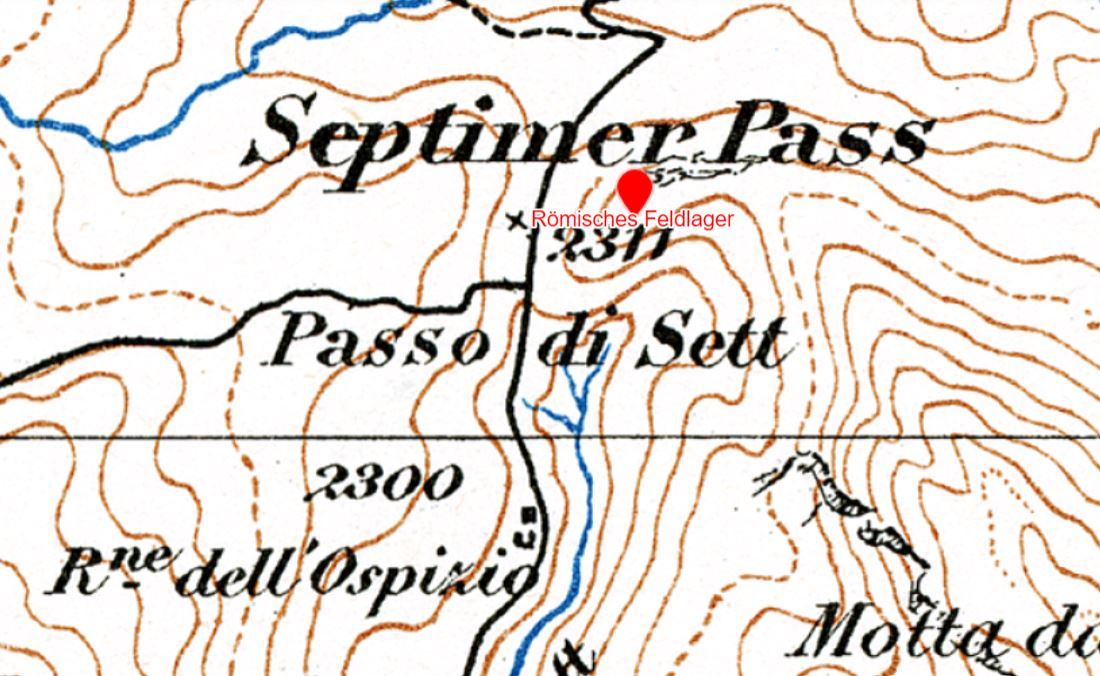
Standorte des Feldlagers und des Hospiz (Siegfriedkarte 1906)

Bei Ausgrabungen 2007/2008 wurde auf 2340 m direkt oberhalb des Passweges ein noch immer gut erkennbares römisches Feldlager aus der augusteischen Kaiserzeit entdeckt. Es bot Platz für drei jeweils etwa 200 Mann starke Einheiten. Zahlreiche Funde, unter anderem römische Schleuderbleie, Zeltheringe und Münzen, lassen vermuten, dass das Lager 16 v. Chr. zur Vorbereitung des Alpenfeldzugs 15 v. Chr. errichtet wurde und danach bis in das zweite Jahrzehnt n. Chr. in den Sommermonaten besetzt war. Die Soldaten sollten wahrscheinlich den Septimerpass als wichtigen Nachschubweg für die nördlich der Alpen operierende römische Armee militärisch sichern und instand halten. Nachdem Kaiser Tiberius 16/17 n. Chr. die Eroberung des rechtsrheinischen Germanien (Germania magna) aufgegeben und den Rhein als Grenze akzeptiert hatte, hatte das römische Heer im Norden zunächst keine militärischen Aufgaben mehr. Die aufwendigen Nachschublieferungen wurden überflüssig und damit wohl auch das Armeelager auf der Septimer-Passhöhe.
Der Besitz der gesamten Septimerroute von Chur bis Chiavenna einschliesslich der damit verbundenen Zolleinnahmen bildete seit 960 die Machtbasis des Churer Bischofs. Über den Pass – im Hochmittelalter neben Grossem St. Bernhard und Brenner die wichtigste alpenquerende Transitverbindung – zogen Händler und Heere, Könige und Kaiser, beispielsweise 961 Otto der Grosse und 1164 Friedrich Barbarossa. Das Hospiz St. Peter (Tgesa da Sett) mit Kapelle auf der Passhöhe wurde um 1100 erbaut oder erneuert.
1387 beauftragte der Bischof den Bergeller Adligen Jakob von Castelmur, den Pass zu einer befahrbaren Strasse auszubauen („da er ainen weg und lantstraß über den vorgenanten berg […] machen will und buwen sol, also das man mit wägen wol darüber gefaren und gewandeln mag“); im Gegenzug hatte dieser Anspruch auf 10 Jahre weglösi. Die Organisation der Transporte erfolgte durch die Porten Lenz, Tinizong, Stalla und Bergell-Sopraporta.
Mit der Öffnung der Viamala 1473 gewann aber die konkurrierende Untere Strasse über den Splügenpass gegenüber der Oberen Strasse über den Septimer an Bedeutung, und durch fehlenden Unterhalt sank der Fahrweg wieder zum Saumpfad herab. Nachdem man seit dem Spätmittelalter verstärkt Weideland durch Rodung gewonnen hatte, stieg die Steinschlag- und Lawinengefahr an. Wegen der besonders im Winter gefürchteten Hangtraversierung am Piz Blanch auf der Südseite des Passes verlagerte sich auch der regionale Verkehr zunehmend auf die wesentlich sicherere parallel verlaufende Route über Julier- und Malojapass. Als 1820 eine Fahrstrasse über den Julier gebaut wurde, geriet der Septimer völlig ins Abseits, und das 1646 neu errichtete Hospiz verfiel.
Das gepflasterte Strässchen von 1387 sowie eine spätere – nach Annahme von Armon Planta um 1800 erbaute – Wegvariante haben sich abschnittsweise sehr gut erhalten. Besonders eindrücklich sind die Passage am Säscel battü (behauener Stein) und, unterhalb davon, die Cranch (Kehren), mit denen der Weg ins Val Maroz absteigt.
Ab 1938 entstand etwas südlich der Passhöhe die Sperrstelle Septimer, bestehend aus vier in Kavernen untergebrachten Maschinengewehrstellungen. Die Sperrstelle sollte das Vordringen von Infanterie-Verbänden aus dem Bergell nach Norden und damit eine Umgehung der Sperrstellen Julier und Maloja verhindern. Die Sperrstelle wurde in den 1990er-Jahren im Zuge des Konzepts Armee 95 aufgegeben.

## Literatur

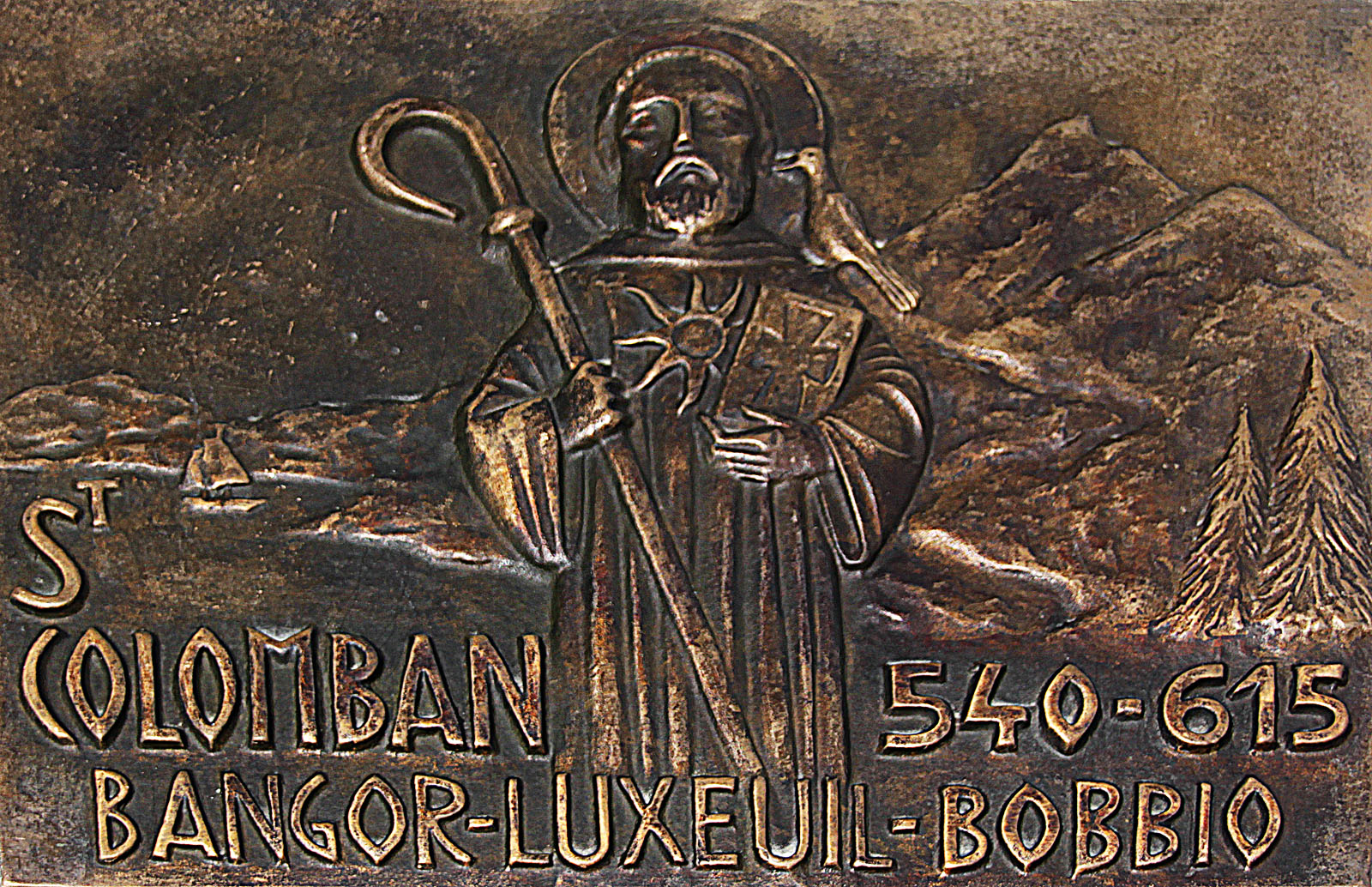
Die Gedenktafel für St. Columban